# لوكا ميليفويفيتش
لوكا ميليفويفيتش (بالصربية: Лука Миливојевић)‏ (و. 1991  م) هو لاعب كرة القدم، من صربيا، ولد في كراغوييفاتس، شارك في كأس العالم لكرة القدم 2018، يلعب كلاعب وسط في نادي شباب الأهلي الإماراتي.

## وصلات خارجية
- لوكا ميليفويفيتش على موقع الاتحاد الأوربي (الإنجليزية)
- لوكا ميليفويفيتش على موقع قاعدة بيانات كرة القدم.إي يو (الإنجليزية)
- لوكا ميليفويفيتش على موقع ناشيونال فوتبول تيمز (الإنجليزية)
- لوكا ميليفويفيتش على موقع Soccerbase.com (لاعب) (الإنجليزية)
- لوكا ميليفويفيتش على موقع Soccerway.com (الإنجليزية)
- لوكا ميليفويفيتش على موقع عالم كرة القدم.نت (الإنجليزية)
- لوكا ميليفويفيتش على موقع AS.com (الإسبانية)

- Scoresway.com Profile
- Luka Milivojević at Utakmica.rs